# 棉花棒

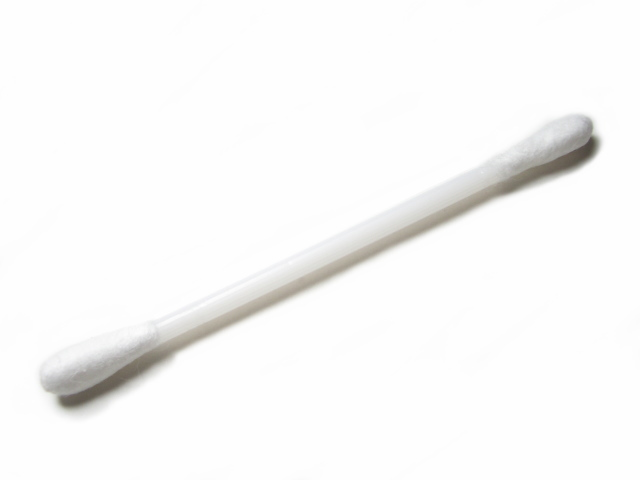
一般的棉花棒

棉花棒（英語：cotton swab）又叫棉棒、棉签，是一種在紙製、木製或塑膠製的長軸頂端纏上脫脂棉的日用品。它們最常用於清潔耳朵，儘管醫生不建議這樣做。棉花棒的其他用途包括急救、化妝、清潔、嬰兒護理和工藝品製作。對於海洋污染的擔憂，一些國家已經禁止使用塑膠柄棉籤，轉而使用可生物降解的替代品。

## 歷史
1920年由Leo Gerstensang发明。

## 規格與種類
一般棉花棒是以紙等材質，捲成大約直徑2毫米粗的長軸，再以脫脂棉纏繞在頂端到向內1～1.5厘米處。
家用棉花棒的長度大約是8厘米，但某些醫療用的棉花棒，長度通常在家用棉花棒的兩倍左右。
某些用來塗抹藥品、以及用來清潔機械細部的棉花棒，因其用途而設計成只有一端纏有棉球，甚至連長軸都以木頭製成。

## 用途
通常家用棉花棒會被用來塗抹藥品、化妝品或是掏耳朵，甚至因為棉花棒的出現，使得掏耳勺的使用率越來越低。

## 醫療風險

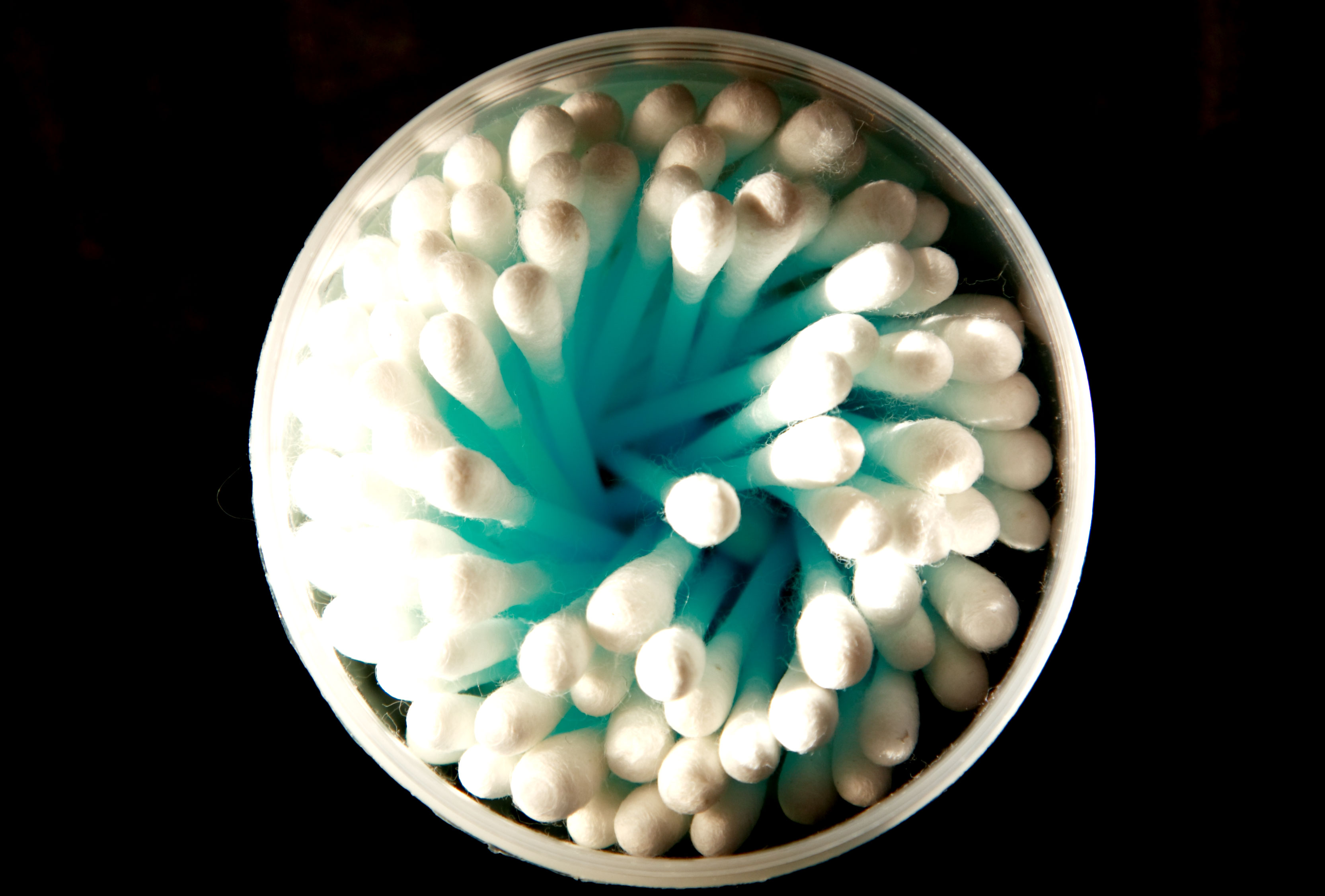
圓形容器中的棉花棒

使用棉花棒在耳道中清潔沒有任何醫療益處，反而會帶來一定的醫療風險。 耳垢是外耳道自然產生的、正常情況下的產物，可保護耳內皮膚，起到潤滑和清潔的作用，並提供一些防細菌、真菌、昆蟲和水的保護。
嘗試用棉花棒去除耳垢可能會導致耳垢嵌塞，即耳垢在耳道中積聚或堵塞，從而引起疼痛、聽力問題、耳鳴或頭暈，並可能需要藥物治療才能解決。在耳道中使用棉花棒是耳膜穿孔最常見的原因之一，有時耳膜穿孔需要手術來矯正。
2004 年的一項研究發現，「使用棉花棒清潔耳朵似乎是兒童外耳炎的主要原因，應避免使用」。相反，淋浴後用毛巾擦去耳垢幾乎可以完全清潔耳道外部三分之一的區域，而耳垢正是在這裡產生的。

## 環境影響
塑膠棉籤經常被沖入馬桶，增加了海洋污染的風險。一些製造商和零售商已經停止生產和銷售塑膠棉籤，只銷售可生物降解的紙質棉籤。ref>Johnston, Ian. . The Independent. 13 February 2017  [26 November 2006]. （原始内容存档于2020-11-30）.</ref>
歐盟於 2021 年頒布了禁止使用塑膠柄棉籤的法令。義大利先前已於 2019 年頒布了禁令，摩納哥也於 2020 年頒布了禁令。英格蘭、蘇格蘭、威爾斯、和馬恩島均在 2019 年至 2021 年期間頒布了禁令。